# Мессетурм
Мессетурм (нем. Messeturm — «Ярмарочная башня») — небоскрёб во Франкфурте-на-Майне, Германия, расположен рядом с Франкфуртской ярмаркой, хотя непосредственно к ней никакого отношения не имеет. Башня является вторым по высоте зданием Германии и третьим по высоте в Европейском союзе. Архитектор — американец немецкого происхождения Хельмут Ян.
Мессетурм является офисным зданием, его высота составляет 256 метров. Здание состоит из 55 этажей. Пирамидальная крыша высотного здания является отличительной чертой Мессетурма. Высота этой части здания составляет 36,3 метра.
Мессетурм после своей постройки в 1990 году стал самым высоким зданием в Европе, обогнав Главное здание МГУ. Он сохранял свой статус до 1997 года, когда было завершено строительство Коммерцбанк-Тауэр (также во Франкфурте-на-Майне), а позже, в 2007 году, — Башни на набережной в Москве.